# Rhopalocidaris
Rhopalocidaris is een geslacht van zee-egels uit de familie Cidaridae.

## Soorten
- Rhopalocidaris gracilis (Döderlein, 1885)
- Rhopalocidaris hirsutispina (de Meijere, 1904)
- Rhopalocidaris rosea Mortensen, 1928